# Emanuele Caracciolo
Emanuele Caracciolo (Tripoli, 22 agosto 1912 – Roma, 24 marzo 1944) è stato un regista italiano futurista e militante del Partito Comunista, vittima dell'eccidio delle Fosse Ardeatine.

## Biografia
Figlio di Michele Caracciolo e Antonietta Alemanni, una famiglia originaria di Gallipoli (Lecce), Emanuele Caracciolo nasce a Tripoli, in Libia nel 1912. 

### Carriera cinematografica
Militante futurista, giornalista e cineasta soprannominato da Filippo Tommaso Marinetti "il futurista veloce", fu un attivo esponente del "Secondo Futurismo" meridionale. Studiò a Napoli, dove scrisse su numerose testate e su periodici futuristi, e dove conseguì la laurea in Economia e Commercio. Nel 1936 si trasferì a Roma per seguire i corsi del neonato Centro Sperimentale di Cinematografia. Allievo di Blasetti e Gallone, tra il 1937 e il 1940 Caracciolo collabora a vario titolo a svariate pellicole come arredatore e scenografo, soggettista, sceneggiatore, aiuto regista e direttore di produzione.
La sua unica opera cinematografica come regista fu Troppo tardi t'ho conosciuta,  surreale commedia a sfondo operistico che nel cast aveva l'allora ventenne Dino De Laurentiis. Presentata per la prima volta al pubblico l'11 novembre 1940, la pellicola è stata a lungo ritenuta andata persa ma di recente è stata ritrovata nella cantina di un cinema di Cuneo. Il film fu tratto dalla commedia Il Divo di Nino Martoglio e, tra gli attori, v'erano Franco Lo Giudice e Barbara Nardi.
Nel 1945, da un suo soggetto scritto con Federico Sinibaldi, il regista Vladimir Striževskij trasse il film La carne e l'anima, con Isa Miranda e Massimo Girotti.

### La militanza politica e la tragica morte
Futurista e militante del Partito Comunista, Caracciolo partecipa alla resistenza. Poco più che trentenne, fu arrestato il 21 febbraio 1944 dai nazisti e incarcerato a Regina Coeli.
Fu poi ucciso il 24 marzo 1944 nell'eccidio delle Fosse Ardeatine, lasciando una moglie e una figlia.

## Filmografia

### Regista
- Troppo tardi t'ho conosciuta (1939)

### Sceneggiatore
- I fratelli Castiglioni, regia di Corrado D'Errico - sceneggiatura (1937)
- Marionette, regia di Carmine Gallone - sceneggiatura (1939)
- La carne e l'anima, regia di Vladimir Striževskij - soggetto (1943)